# Rataj Poduchowny
Rataj Poduchowny – wieś w sołectwie Rataj w Polsce położona w województwie lubelskim, w powiecie janowskim, w gminie Godziszów.
W gminie Godziszów utworzono sołectwo Rataj obejmujące miejscowości Rataj Ordynacki i Rataj Poduchowny.
W latach 1975–1998 miejscowość administracyjnie należała do województwa tarnobrzeskiego. Według Narodowego Spisu Powszechnego (III 2011 r.) wieś liczyła 128 mieszkańców.
Przez miejscowość przepływa Białka, struga w dorzeczu Sanu, dopływ Bukowej.